# Hansjörg Brunner
Hansjörg Brunner (* 23. November 1966 in Wattwil; heimatberechtigt in Hemberg SG) ist ein Schweizer Politiker (FDP). Von 2017 bis 2019 war er Nationalrat.

## Politik
Brunner rückte am 27. November 2017 für den zurückgetretenen Hermann Hess in den Nationalrat nach. Zuvor war er von 2012 bis 2017 Mitglied des Grossen Rates des Kantons Thurgau. Bei den Nationalratswahlen 2019 wurde er nicht wiedergewählt.

## Beruf
Von Beruf Polygraf und Druckereiunternehmer ist Brunner auch im Verbandswesen aktiv. Er präsidiert den Thurgauer Gewerbeverband und ist Mitglied des Vorstandes des Schweizerischen Gewerbeverbandes.

## Privates
Brunner ist verheiratet und hat zwei Kinder.